# اوسمار آپارسیدو دی آزودو
اوسمار آپارسیدو دی آزودو (به پرتغالی: Osmar Aparecido de Azevedo) مهاجم اهل برزیل است که در شهر ماریلیا و در تاریخ ۲۳ ژوئیهٔ ۱۹۸۰ به دنیا آمده‌است.
اوسمار آپارسیدو دی آزودو در تیم‌های فوتبال Rio Branco-SP سابقهٔ حضور دارد.